# Shipton Bellinger
Shipton Bellinger är en civil parish i Storbritannien.   Den ligger i grevskapet Hampshire och riksdelen England, i den södra delen av landet, 110 km väster om huvudstaden London.